# Achranoxia varentzowi
Achranoxia varentzowi är en skalbaggsart som beskrevs av Semenov 1897. Achranoxia varentzowi ingår i släktet Achranoxia och familjen Melolonthidae. Inga underarter finns listade i Catalogue of Life.